# Comté de Warren (Kentucky)
Pour les articles homonymes, voir Warren et Comté de Warren.
Le comté de Warren est l'un des comtés du Kentucky aux États-Unis. Le siège du comté se situe à Bowling Green. 

## Histoire
Le comté a été fondé en 1797 et a été nommé d'après Joseph Warren.

## Comtés adjacents
- Comté de Butler au nord-ouest,
- Comté d'Edmonson au nord-est,
- Comté de Barren à l'est,
- Comté d'Allen au sud-est,
- Comté de Simpson au sud/sud-ouest,
- Comté de Logan au sud-ouest,

## Municipalités du comté
- Bowling Green,
- Oakland,
- Plum Springs,
- Smiths Grove,
- Woodburn,
- Rockfield
- Richpond,
- Plano,